# Marco Benevento

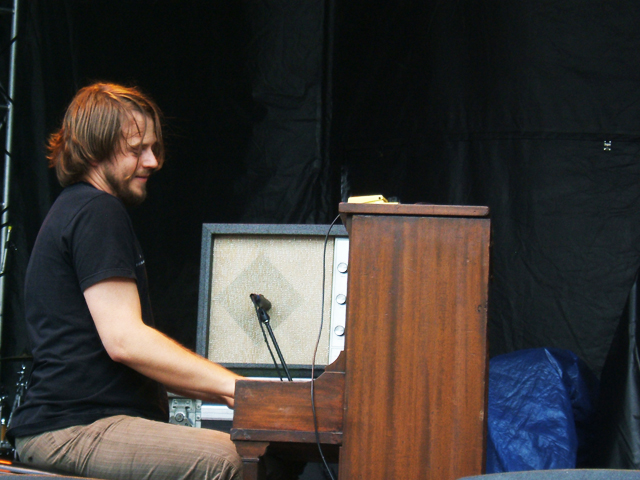
Marco Benevento 2009

Marco Benevento (* 22. Juli 1977 in Livingston, New Jersey) ist ein US-amerikanischer Musiker (Piano, Keyboard, Hammond-Orgel, Wurlitzer Electric Piano, Mellotron) und Komponist, der in seiner Musik Jazz, Independent Rock und experimentelle Post-Rock Einflüsses verbindet.

## Leben und Wirken
Benevento wuchs im Raum New Jersey auf, lernte Klavier und begann mit dem Schlagzeuger Joe Russo während ihrer Zeit auf der Junior Highschool aufzutreten. Nach seinem Schulabschluss zog er  nach Boston und studierte an der Berklee School of Music (Abschluss 1999) Keyboards bei Joanne Brackeen. In dieser Zeit arbeitete er in Boston mit der Improvisationsband Jazz Farmers. Nach seinem Wechsel nach New York City im Jahr 2001 arbeitete er erneut mit seinem Schulfreund Joe Russo, mit dem er im Duo in der Knitting Factory spielte. Benevento/Russo nahmen gemeinsam vier Alben auf. 2005 gehörte er der Rockjazzband Garage A Trois an; 2006 tourte er mit Bobby Previte. 2007 hatte er ein Engagement im New Yorker Club Tonic; aus den Mitschnitten in verschiedenen Besetzungen entstand das 3-CD-Album Live at Tonic das bei den Independent Music Awards als Best Live Performance Album ausgezeichnet wurde. Marco Benevento nahm 2008 unter eigenem Namen für Hyena Records das Studioalbum Invisible Baby mit dem Bassisten Reed Mathis und den Schlagzeugern Andrew Barr und Matt Chamberlain auf, gefolgt von der Studioproduktion Me Not Me. 2009 wurde Invisible Baby bei den Independent Music Awards zum Jazzalbum des Jahres nominiert. Beim Album TigerFace (2012) arbeitete er erstmals mit Sängern.
Seit 2013 spielt er bei Joe Russo's Almost Dead, einer Grateful-Dead-Tribute-Band.

## Diskographische Hinweise
- Benevento/Russo Duo (2002)
- Darts (2003)
- Best Reason to Buy the Sun (2005)
- Play Pause Stop (2006)
- Me Not Me (2009)
- Between the Needles and Nightfall (2010)
- Tigerface  (2012)